# ابلاد کوما
ابلاد کوما (انگلیسی: Ablade Kumah؛ زادهٔ ۲۶ ژوئن ۱۹۷۰) بازیکن فوتبال اهل غنا بود.
وی در مسابقات کشوری و بین‌المللی در مجموع برندهٔ ۱ مدال برنز شده‌است.